# Marelli
Marelli Holdings Co., Ltd. er en japansk underleverandør til bilindustrien. Den blev etableret i 2019 ved en fusion mellem Calsonic Kansei og Magneti Marelli. De har hovedsæde i Tokyo.